# Tetranychus zambezianus
Tetranychus zambezianus är en spindeldjursart som beskrevs av Meyer och Rodrigues 1966. Tetranychus zambezianus ingår i släktet Tetranychus och familjen Tetranychidae. Inga underarter finns listade i Catalogue of Life.